# بیتوگالگاما
بیتوگالگاما (به لاتین: Bithugalgama) یک منطقهٔ مسکونی در سری‌لانکا است که در استان ساباراگامووا واقع شده‌است.